# Near West Side

Situation de Near West Side dans la ville de Chicago

Near West Side est l'un des 77 secteurs communautaires de la ville de Chicago aux États-Unis. Dans ce secteur de la ville se trouve Little Italy, un quartier à forte influence italienne et Greek Town, un quartier grec.
Se trouve également la célèbre salle omnisports du United Center, (surnommé The UC et The House that Jordan Built) est située sur la 1901 West Madison Street. Utilisée principalement depuis 1994 par les Bulls de Chicago, elle sert également de salle de concert. Les plus grandes célébrités telles que Madonna, Mariah Carey, Eminem, U2, Katy Perry entre autres, s'y produisent.
L'église Notre-Dame de Chicago y a été construite par la communauté franco-canadienne.